# کایا اوکونو
کایا اوکونو (انگلیسی: Kaya Okuno; ۱ مارس ۱۹۹۱ – ) صداپیشه اهل ژاپن بود.